# Liste des Stolpersteine en Suisse

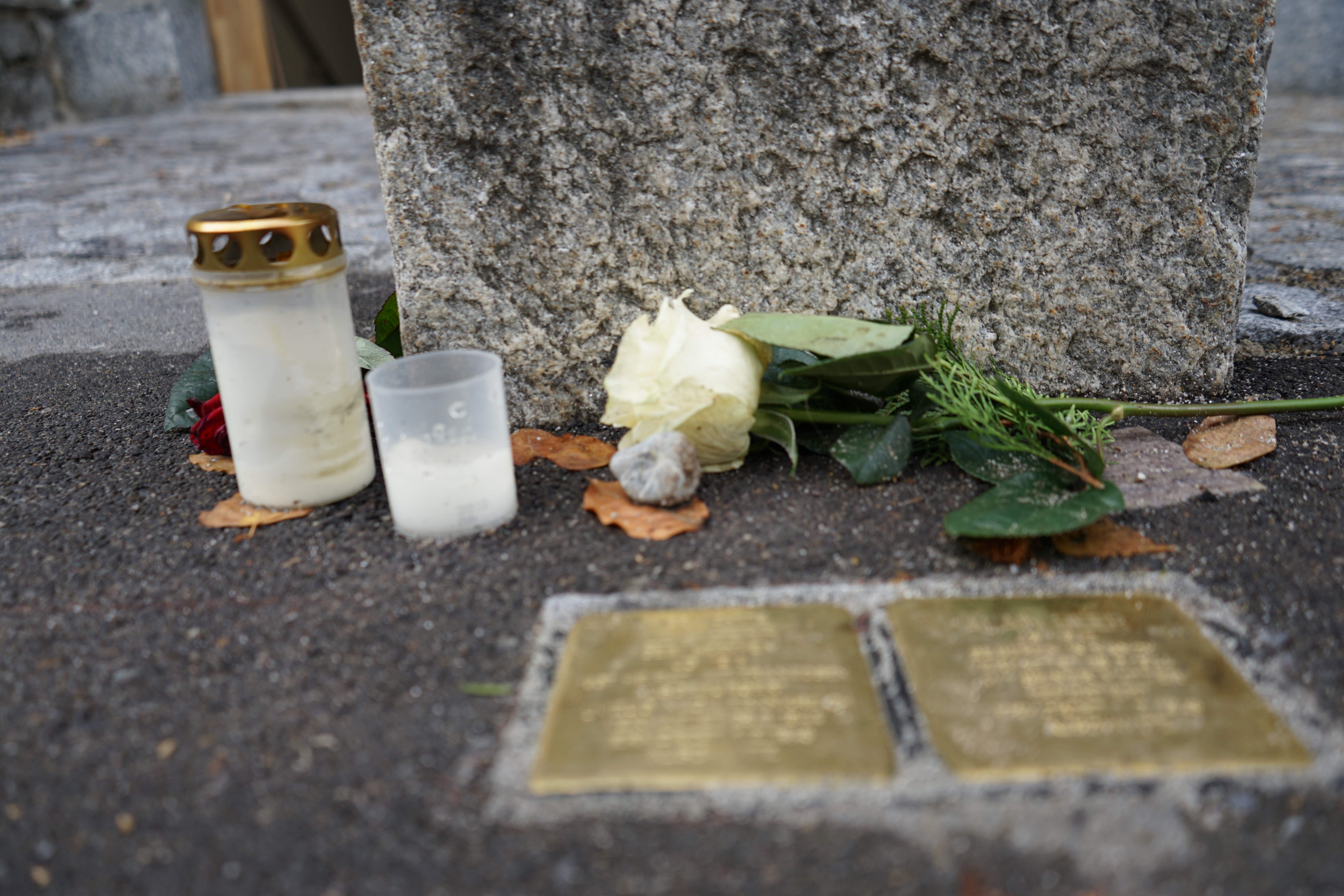
Stolpersteine pour le couple Beer à Zurich.

La liste des Stolpersteine en Suisse contient toutes les Stolpersteine posées en Suisse dans le cadre du projet artistique du même nom de Gunter Demnig. Elles sont destinées à commémorer le sort des personnes persécutées, assassinées, déportées, expulsées ou poussées au suicide sous le Troisième Reich.
Le 8 septembre 2013, les deux premières Stolpersteine sont posées à Kreuzlingen, et le 13 septembre 2015, une Stolpersteine est posée à Tägermoos (de), un quartier de Constance sur le territoire suisse. À partir de 2020, des Stolpersteine ont également été posées dans d'autres villes de Suisse. En juin 2025, 48 Stolpersteine et un Stolperschwelle ont été posés dans six cantons suisses, à Bâle, Berne, Bienne, Brissago, Kreuzlingen, Riehen, Tägermoos, Saint-Gall, Winterthour et Zurich.

## Liste

### Canton de Bâle-Ville

#### Bâle
À Bâle, neuf Stolperschwelle sont posées à sept adresses : quatre le 2 novembre 2021 (Erlenstrasse, Mostackerstrasse, Rappoltshof et Schnabelgasse) et cinq le 23 août 2022 (trois sur la Hegenheimerstrasse et une sur le Spalenring et la Utengasse).
| Image                                      | Inscription | Emplacement           | Personnalité |
| ------------------------------------------ | --- | --------------------- | --- |
|                                            | HIER WOHNTE ANNA MARIA BÖHRINGER JG. 1885 NACH DEUTSCHLAND ABGESCHOBEN 22.9.1939 ERMORDET 20.2.1945 RAVENSBRÜCK                                       | Erlenstrasse 14       | Anna Maria Böhringer née Bürgi (1885-1945) épouse en 1905 l'Allemand Arnold Böhringer et perd ainsi sa nationalité suisse. En 1920, elle est expulsée de Suisse en raison de son « mode de vie immoral ». Divorcée en 1931, les nazis l'emprisonnent pour des délits mineurs. Lorsqu'elle rend visite à son père malade à Bâle, elle est arrêtée à plusieurs reprises. Le 22 septembre 1939, elle est déportée à Lörrach. Elle est arrêtée par la Gestapo et déportée au camp de concentration de Ravensbrück le 9 novembre. Après cinq ans, elle est transférée au camp de concentration d'Uckermark et assassinée le 20 février 1945. |
| Stolpersteine pour Rebekka Braunschweig.   | HIER WOHNTE REBEKKA BRAUNSCHWEIG JG. 1894 FLUCHT 1938 BASEL EXIL FRANKREICH RÜCKKEHR VERWEIGERT FLUCHT JULI 1942 SCHWEIZ                              | Hegenheimerstrasse 96 | Rebekka Braunschweig née Olesheimer (1894-?) effectue une partie de sa scolarité à Bâle. En 1933, mariée à Léopold Braunschweig, elle s'installe à Saint-Louis. Environ un an plus tard, ils obtiennent un permis de séjour temporaire en Suisse. En 1938, Rebekka s'installe à Besançon avec ses deux filles ; son mari est toléré à Bâle. Le 15 juillet 1942, elle s'enfuit en Suisse, traversant illégalement la frontière après que sa fille Johanna ait été déportée. Le 18 août, les autorités fédérales ordonnent son expulsion. Après les protestations d'un avocat, Heinrich Rothmund (de) déclare le 3 septembre que la déportation serait annulée. |
| Stolpersteine pour Johanna Braunschweig.   | HIER WOHNTE JOHANNA BRAUNSCHWEIG JG. 1924 FLUCHT 1938 BASEL EXIL FRANKREICH RÜCKKEHR VERWEIGERT FLUCHT JULI 1942 SCHWEIZ                              | Hegenheimerstrasse 96 | Johanna Braunschweig (1924-?) effectue une partie de sa scolarité à Bâle. En 1937, elle s'installe à Bâle où elle vit pendant un an avec sa sœur aînée Denise, qui a épousé un Suisse. En 1938, sa mère Rebekka s'enfuit avec elle et sa sœur aînée à Besançon. Le 8 juillet 1942, elle s'enfuit en Suisse, traversant illégalement la frontière après que la gendarmerie française ait commencé à emprisonner des Juifs. Après deux jours de détention, elle peut retourner auprès de sa sœur. Peu de temps après, sa mère la suit. Le 18 août, les autorités fédérales ordonnent l'expulsion des deux femmes. Après la protestation d'un avocat, Heinrich Rothmund (de) déclare le 3 septembre que la déportation serait annulée.                                                                                             |
| Stolpersteine pour Margot Braunschweig.    | HIER WOHNTE MARGOT BRAUNSCHWEIG JG. 1920 FLUCHT 1938 BASEL EXIL FRANKREICH RÜCKKEHR VERWEIGERT DEPORTIERT ERMORDET 19.8.1942 AUSCHWITZ                | Hegenheimerstrasse 96 | Margot Braunschweig (1920-1942) s'enfuit en 1938 avec sa mère Rebekka et sa sœur aînée à Besançon. Elle y est arrêtée le 12 juillet 1942. Deux jours plus tard, elle est déportée au camp de concentration d'Auschwitz-Birkenau, où elle est assassinée le 19 août. |
| Stolpersteine pour Gaston Dreher.          | HIER WOHNTE GASTON DREHER JG. 1907 NACH FRANKREICH ABGESCHOBEN 2.12.1943 ERMORDET 21.4.1944 AUSCHWITZ-BIRKENAU                                        | Mostackerstrasse 15   | Gaston Dreher (1907-1944) s'installe avec sa famille à Bâle en 1912. Après la mort de son père, la famille rencontre des difficultés financières et il entre en conflit avec la justice. En 1927, il est condamné à la prison. S'ensuivent d'autres séjours dans des prisons et des cliniques psychiatriques en Suisse et en France. Il viole à plusieurs reprises l'interdiction de séjour dans le pays. Après l'occupation de la France, il séjourne d'abord en zone libre et s'enfuit en Suisse à l'automne 1943. Après son arrestation, il est expulsé de Genève le 2 décembre 1943, sur décision des autorités fédérales. Arrêté par les Allemands, il est conduit au camp de Drancy. Le 17 décembre, il est déporté au camp de concentration d'Auschwitz-Birkenau. Il y fut vraisemblablement assassiné le 21 avril 1944. |
| Stolpersteine pour Edmee Hirsch-Ditisheim. | HIER WOHNTE EDMÉE HIRSCH-DITISHEIM JG. 1907 DAS BÜRGERRECHT ABERKANNT WEGEN HEIRAT VERHAFTET 1944 ERMORDET AUG. 1944 AUSCHWITZ                        | Spalenring 140        | Edmée Hirsch née Ditisheim (1907-1944) épouse le Français Armand Hirsch en 1929 et perd sa nationalité suisse. La famille Hirsch vit à Colmar, à Quarré-les-Tombes à partir de 1939, à Saint-Geniès-de-Malgoirès après l'invasion de la France et à Noirétable à partir de janvier 1944. La demande de la famille d'entrer en Suisse « pour préparer leur voyage » est approuvée le 25 mai. Cependant, ils sont arrêtés la veille. Le 30 juin, ils sont transférés du camp de Drancy au camp de concentration d'Auschwitz-Birkenau. Edmée meurt d'une pneumonie en août, seul son fils Claude survivant à l'emprisonnement dans le camp de concentration. |
| Stolpersteine pour Robert Kehrli.          | HIER WOHNTE ROBERT KEHRLI JG. 1897 IM WIDERSTAND VERHAFTET DEUTSCHLAND VERURTEILT 1934 'VORBEREITUNG HOCHVERRAT' ZUCHTHAUS HOHENASPERG ENTLASSEN 1939 | Utengasse 43          | Friedrich Robert Kehrli (1897-1968) revient blessé après la Première Guerre mondiale et s'installe en Suisse. Il rejoint le Parti communiste. En 1926, il quitte le parti, mais soutient les communistes au-delà des frontières en leur fournissant des services de messagerie et une aide à l'évasion. Après avoir été arrêté en décembre 1934 pour avoir fait passer des tracts en contrebande à travers la frontière, il est condamné à cinq ans de prison. Le 23 décembre 1939, il est libéré et transféré en Suisse. En raison de sa longue détention, il souffre de problèmes de santé. Il meurt le 20 novembre 1968 à Bâle. |
| Stolpersteine pour Kurt Preuss.            | HIER WOHNTE KURT PREUSS JG. 1910 NACH DEUTSCHLAND ABGESCHOBEN 5.3.1939 ERMORDET 3.12.1941 GROSS-ROSEN                                                 | Rappoltshof 7         | Kurt Preuss (1910-1941) franchit la frontière suisse près de Lörrach avec son amante Gertrud Lüttich le 8 juin 1938 en provenance de Berlin car ils sont recherchés en Allemagne en raison de leur relation entre un Juif et une femme non juive. Quelques semaines plus tard, ils reçoivent la date limite pour quitter la Suisse : le 5 août. Le délai est prolongé jusqu'au 15 octobre. Le 19 décembre, ils partent pour la France, mais reviennent en Suisse car ils n'ont ni argent ni papiers. Ils sont arrêtés à Bâle le 7 février 1939. Kurt Preuss est expulsé après une courte peine de prison, mais est immédiatement retourné en Suisse. Le 5 mars, il est remis aux autorités allemandes à Lörrach, emmené au camp de concentration de Gross-Rosen le 19 juillet 1941 et y est assassiné le 8 décembre.            |
| Stolpersteine pour Armin Weiss.            | HIER WOHNTE ARMIN WEISS JG. 1895 NACH DEUTSCHLAND ABGESCHOBEN 12.12.1939 ERMORDET 16.3.1940 SACHSENHAUSEN                                             | Schnabelgasse 3       | Armin Weiss (1895-1940) franchit la frontière suisse près de Weil am Rhein le 31 juillet 1938. Il lui est d'abord accordé un permis de séjour temporaire. Pour avoir violé l'interdiction de travailler, Weiss est déporté à Lörrach le 12 décembre 1939. Il est assassiné dans le camp de concentration de Sachsenhausen le 16 mars 1940. |

#### Riehen
Le 2 novembre 2021, un Stolperschwelle est installé à Riehen :
| Inscription | Emplacement            | Personnalité |
| --- | ---------------------- | --- |
| Stolperschwelle à Riehen. |                        | |
| VON HIER AUS WURDEN 13 JÜDINNEN UND JUDEN AM 23.11.1938 VON SCHWEIZER POLIZISTEN UND GRENZWÄCHTERN DER GESTAPO AUSGELIEFERT. IM GEDENKEN AN ÜBER 30.000 MENSCHEN, DIE IN IHRER NOT IN DER SCHWEIZ RETTUNG SUCHTEN UND UM ASYL GEBETEN HATTEN- VERGEBLICH. DIE SCHWEIZ TRÄGT EINE MITSCHULD AN IHREM SCHICKSAL. | Lörracherstrasse, Zoll | Le Stolperschwelle pour les Juifs refoulés à la frontière de Bâle, au poste frontière de Lörrach/Riehen, commémore les plus de 30 000 personnes qui, fuyant la terreur nationale-socialiste, ont cherché en vain refuge en Suisse. |

### Canton de Berne

#### Berne
Le 15 juin 2023, cinq Stolpersteine sont posées à Berne.
| Image                                     | Inscription | Emplacement         | Personnalité |
| ----------------------------------------- | --- | ------------------- | --- |
| Stolpersteine pour Arthur Bloch.          | HIER WOHNTE ARTHUR BLOCH JG. 1882 ERMORDET VON SCHWEIZER ANTISEMITEN 16.4.1942 PAYERNE                                                                                   | Monbijoustrasse 51  | Arthur Bloch (1882-1942), dont l'assassinat est l'intrigue d'un roman de Jacques Chessex, Un Juif pour l'exemple, et du film du même nom. |
| Stolpersteine pour Lucien Leweil-Woog.    | HIER WOHNTE LUCIEN LEWEIL-WOOG JG. 1896 UMZUG NACH FRANKREICH VERHAFTET 20.11.1943 INTERNIERT DRANCY DEPORTIERT AUSCHWITZ ERMORDET 25.11.1943                            | Spitalgasse (de) 14 | Lucien Leweil-Woog (1896-1943). |
| Stolpersteine pour Guido Zembsch-Schreve. | HIER WOHNTE GUIDO ZEMBSCH-SCHREVE JG. 1916 IM WIDERSTAND/FRANKREICH VERHAFTET 20.3.1944 DEPORTIERT KZ BUCHENWALD KZ MITTELBAU-DORA KZ RAVENSBRÜCK FLUCHT AUF TODESMARSCH | Distelweg 1         | Guido Zembsch-Schreve (1916-1942). |
| Stolpersteine pour Celine Zagiel.         | IN BERN SUCHTE SCHUTZ CELINE ZAGIEL JG. 1925 AUSGESCHAFFT 19.8.1942 FRANKREICH INTERNIERT DRANCY DEPORTIERT 24.8.1942 AUSCHWITZ ERMORDET                                 | Genfergasse (de) 22 | Celine Zagiel (1925-1942). |
| Stolpersteine pour Simon Zagiel.          | IN BERN SUCHTE SCHUTZ SIMON ZAGIEL JG. 1921 AUSGESCHAFFT 19.8.1942 FRANKREICH INTERNIERT DRANCY DEPORTIERT 24.8.1942 AUSCHWITZ BEFREIT                                   | Genfergasse (de) 22 | Simon Zagiel (1921-1942). |

#### Bienne
Le 8 mai 2025, cinq Stolpersteine sont posées à Bienne.
| Image                                        | Inscription | Emplacement             | Personnalité                         |
| -------------------------------------------- | --- | ----------------------- | ------------------------------------ |
| Stolpersteine pour Clara Winograd-Pintschuk. | HIER WOHNTE CLARA WINOGRAD-PINTSCHUK JG. 1903 BÜRGERRECHT ABERKANNT WEGEN HEIRAT AUSGEWANDERT POLEN GHETTO BIALYSTOK RÜCKKEHR IN DIE SCHWEIZ VERHINDERT ERMORDET 1943 | Karl-Neuhaus-Strasse 40 | Clara Winograd-Pintschuk (1903-1943) |
| Stolpersteine pour Laja Lili Sonabend.       | SE REFUGIAIT A BIENNE LAJA "LILI" SONABEND NEE 1904 EXPULSEE 17.8.1942 EN FRANCE OCCUPEE INTERNEE DRANCY DEPORTEE 24.8.1942 AUSCHWITZ ASSASSINEE                      | Sonabend-Platz          | Laja "Lili" Sonabend (1904-1942)     |
| Stolpersteine pour Simon Sonabend.           | SE REFUGIAIT A BIENNE SIMON SONABEND NE 1899 EXPULSE 17.8.1942 EN FRANCE OCCUPEE INTERNE DRANCY DEPORTE 24.8.1942 AUSCHWITZ ASSASSINE                                 | Sonabend-Platz          | Simon Sonabend (1899-1942)           |
| Stolpersteine pour Sabine Sonabend.          | SE REFUGIAIT A BIENNE SABINE "SARAH" SONABEND NEE 1927 EXPULSEE 17.8.1942 EN FRANCE OCCUPEE SURVIT                                                                    | Sonabend-Platz          | Sabine "Sarah" Sonabend (1927- )     |
| Stolpersteine pour Charles Sonabend.         | SE REFUGIAIT A BIENNE CHARLES SONABEND NEE 1931 EXPULSEE 17.8.1942 EN FRANCE OCCUPEE SURVIT                                                                           | Sonabend-Platz          | Charles Sonabend (1931-2019)         |

### Canton de Saint-Gall
À Saint-Gall, capitale du canton de Saint-Gall, la première Stolpersteine est posée le 28 septembre 2023. Le 12 juin 2025, deux autres Stolpersteine sont posées.
| Image                                   | Inscription | Emplacement         | Personnalité |
| --------------------------------------- | --- | ------------------- | --- |
| Stolpersteine pour Arthur B. Vogt.      | HIER WOHNTE ARTHUR B. VOGT JG. 1912 AUSGESCHAFFT 1937 VERHAFTET 1943 LUSTENAU VERURTEILT ‚FEINDBEGÜNSTIGUNG‘ HINGERICHTET 19.9.1944 MÜNCHEN-STADELHEIM            | Kolosseumstrasse 21 | Arthur Bernhard Vogt (1912-1944). |
| Stolpersteine pour Szloma Sochaczewski. | HIER WOHNTE SZLOMA SOCHACZEWSKI JG. 1904 AUSGEWIESEN 1937 VERHAFTET 1944 LYON DEPORTIERT ERMORDET                                                                 | Rosenbergstrasse 44 | Szloma Sochaczewski naît le 28 février 1904 à Uniejów. Son père Riven (né le 3 février 1874) arrive d'abord seul à Saint-Gall-Tablat en novembre 1904. Sa mère, Liba Jedwab (née le 15 septembre 1878) le suit de Kalisz en 1906 avec leurs deux enfants, Baila (née en 1902) et Szloma. La famille vit initialement au numéro 3 de la Bogenstrasse à Saint-Gall, où leurs deux plus jeunes fils, Jsidor et Mejer (Max), naissent respectivement en 1907 et 1909. |
| Stolpersteine pour Martha Wodiunig.     | HIER WOHNTE MARTHA WODIUNIG JG. 1906 EINGEWIESEN 1934 HEIL- UND PFLEGEANSTALT KLAGENFURT ‘VERLEGT’ 24.3.1941 NIEDERNHARDT ERMORDET MÄRZ 1941 HARTHEIM ‘AKTION T4’ | Wassergasse 16      | Martha Wodiunig (1906-1941). |

### Canton du Tessin
Les quatre premières Stolpersteine dans le canton du Tessin sont posées au port de Brissago le 14 juin 2024 pour commémorer le sort de quatre membres de la famille Gruenberger. Brissago a été un refuge pour des milliers de réfugiés qui y ont traversé la frontière italo-suisse.
| Image | Inscription | Emplacement      | Personnalité |
| ----- | --- | ---------------- | --- |
|       | CERCAVA RIFUGIO IN SVIZZERA EGONE GRUENBERGER NATO 1924 FUGGITO DA FIUME RESPINTO 18.12.1943 A BRISSAGO DEPORTATA 30.1.1944 DA MILANO RIUSCITO A FUGGIRE             | Port de Brissago | Adèle Horitzki Gruenberger (1890-?), ses enfants Errico (1924-?) et Egone (1924-?) accompagné de sa femme Edith Szimkovits Gruenberger, et sa sœur Regina Horitzki (1888-?) fuient Rijeka pour la Suisse en 1943. Après une marche pénible à travers les montagnes, ils demandent l'asile au Tessin. Cependant, après une nuit à Brissago, ils sont ramenés en Italie, seule Edith enceinte est autorisée à rester en Suisse. En Italie, ils sont arrêtés par des soldats allemands. Après un peu plus d'un mois de prison, ils sont transférés de Milan à Auschwitz. Egone réussit à s'échapper du wagon de marchandises et à se rendre en Suisse, où il est autorisé cette fois-ci à rester. Aucune autre information n'est connue sur la mort d'Adèle, Regina et Errico à Auschwitz. |
|       | CERCAVA RIFUGIO IN SVIZZERA ERRICO GRUENBERGER NATO 1924 FUGGITO DA FIUME RESPINTO 18.12.1943 A BRISSAGO DEPORTATA 30.1.1944 DA MILANO AUSCHWITZ ASSASSINATA         | Port de Brissago | Adèle Horitzki Gruenberger (1890-?), ses enfants Errico (1924-?) et Egone (1924-?) accompagné de sa femme Edith Szimkovits Gruenberger, et sa sœur Regina Horitzki (1888-?) fuient Rijeka pour la Suisse en 1943. Après une marche pénible à travers les montagnes, ils demandent l'asile au Tessin. Cependant, après une nuit à Brissago, ils sont ramenés en Italie, seule Edith enceinte est autorisée à rester en Suisse. En Italie, ils sont arrêtés par des soldats allemands. Après un peu plus d'un mois de prison, ils sont transférés de Milan à Auschwitz. Egone réussit à s'échapper du wagon de marchandises et à se rendre en Suisse, où il est autorisé cette fois-ci à rester. Aucune autre information n'est connue sur la mort d'Adèle, Regina et Errico à Auschwitz. |
|       | CERCAVA RIFUGIO IN SVIZZERA REGINA HORITZKI NATA 1888 FUGGITA DA FIUME RESPINTA 18.12.1943 A BRISSAGO DEPORTATA 30.1.1944 DA MILANO AUSCHWITZ ASSASSINATA            | Port de Brissago | Adèle Horitzki Gruenberger (1890-?), ses enfants Errico (1924-?) et Egone (1924-?) accompagné de sa femme Edith Szimkovits Gruenberger, et sa sœur Regina Horitzki (1888-?) fuient Rijeka pour la Suisse en 1943. Après une marche pénible à travers les montagnes, ils demandent l'asile au Tessin. Cependant, après une nuit à Brissago, ils sont ramenés en Italie, seule Edith enceinte est autorisée à rester en Suisse. En Italie, ils sont arrêtés par des soldats allemands. Après un peu plus d'un mois de prison, ils sont transférés de Milan à Auschwitz. Egone réussit à s'échapper du wagon de marchandises et à se rendre en Suisse, où il est autorisé cette fois-ci à rester. Aucune autre information n'est connue sur la mort d'Adèle, Regina et Errico à Auschwitz. |
|       | CERCAVA RIFUGIO IN SVIZZERA ADELE HORITZKI GRUENBERGER NATA 1890 FUGGITA DA FIUME RESPINTA 18.12.1943 A BRISSAGO DEPORTATA 30.1.1944 DA MILANO AUSCHWITZ ASSASSINATA | Port de Brissago | Adèle Horitzki Gruenberger (1890-?), ses enfants Errico (1924-?) et Egone (1924-?) accompagné de sa femme Edith Szimkovits Gruenberger, et sa sœur Regina Horitzki (1888-?) fuient Rijeka pour la Suisse en 1943. Après une marche pénible à travers les montagnes, ils demandent l'asile au Tessin. Cependant, après une nuit à Brissago, ils sont ramenés en Italie, seule Edith enceinte est autorisée à rester en Suisse. En Italie, ils sont arrêtés par des soldats allemands. Après un peu plus d'un mois de prison, ils sont transférés de Milan à Auschwitz. Egone réussit à s'échapper du wagon de marchandises et à se rendre en Suisse, où il est autorisé cette fois-ci à rester. Aucune autre information n'est connue sur la mort d'Adèle, Regina et Errico à Auschwitz. |

### Canton de Thurgovie
Trois Stolpersteine sont posés à trois adresses dans le canton de Thurgovie, deux à Kreuzlingen le 8 septembre 2013 et une à Tägerwilen le 13 septembre 2015. L'initiative Stolpersteine für Konstanz - Gegen Vergessen und Intoleranz initie la pose de ces trois Stolpersteine sur le territoire suisse. Les transferts à Kreuzlingen ont lieu pour le 75e anniversaire de l'arrestation des deux évadés,.

#### Kreuzlingen
| Image                              | Inscription | Emplacement        | Personnalité |
| ---------------------------------- | --- | ------------------ | --- |
| Stolpersteine pour Ernst Bärtschi. | HIER WOHNTE ERNST BÄRTSCHI JG. 1903 VERHAFTET 1938 'VORBEREITUNG ZUM HOCHVERRAT' ZUCHTHAUS LUDWIGSBURG BEFREIT/ÜBERLEBT                                     | Schäflerstrasse 11 | Ernst Bärtschi (de) (1903-1983) est un citoyen suisse comme son père, cordonnier de Dulliken dans le canton de Soleure, qui a travaillé en Allemagne à la construction du chemin de fer de la Forêt-Noire et épousé une femme de Tuttlingen. À partir de 1933, Ernst Bärtschi et ses amis allemands Karl Durst et Andreas Fleig introduisent clandestinement des brochures et des pamphlets politiques. Plus tard, il aide d'innombrables émigrants à fuir vers la Suisse. En 1938, lui et ses camarades tombent dans un piège de la Gestapo et sont condamnés à treize ans de prison. Peu avant la fin de la guerre, il est libéré par les Américains. Bärtschi meurt le 7 décembre 1983 à Scherzingen (de) dans le canton de Thurgovie. |
| Stolpersteine pour Andreas Fleig.  | HIER WOHNTE ANDREAS FLEIG JG. 1884 VERZOGEN 1912 DEUTSCHER STAATSBÜRGER VERHAFTET 1938 'VORBEREITUNG ZUM HOCHVERRAT' ZUCHTHAUS LUDWIGSBURG BEFREIT/ÜBERLEBT | Schäflerstrasse 7  | Andreas Fleig (1884-1971),. |

#### Tägerwilen
| Image                           | Inscription | Emplacement                           | Personnalité             |
| ------------------------------- | --- | ------------------------------------- | ------------------------ |
| Stolpersteine pour Otto Vogler. | HIER WOHNTE OTTO VOGLER JG. 1876 IM WIDERSTAND VERHAFTET 1938 ZUCHTHAUS LUDWIGSBURG NEUENGAMME ERMORDET 14.12.1941 DACHAU | Konstanzerstrasse 123, Tägermoos (de) | Otto Vogler (1876-1941). |

### Canton de Zurich

#### Winterthour
Le 31 août 2022, trois Stolpersteine sont posées à l'ancienne adresse résidentielle de la Marktgasse à Winterthour.
| Image                               | Inscription | Emplacement   | Personnalité |
| ----------------------------------- | --- | ------------- | --- |
| Stolpersteine pour Lina Levitus.    | HIER WOHNTE LINA LEVITUS JG. 1895 AUSGEWANDERT DEPORTIERT OHNE BÜRGERRECHT AUSCHWITZ ERMORDET 11.10.1942                                    | Marktgasse 45 | Lina Levitus (1895-1942) vit à partir de 1908 à Zurich dans des conditions précaires après le départ de son père. En 1913, elle et sa sœur Martha sont arrêtées pour prostitution. Elle quitte la Suisse quelques années plus tard et vit avec sa mère Therese à Prague. Elle est probablement déportée au camp de concentration d'Auschwitz-Birkenau à l'été 1942, où elle meurt le 11 octobre. |
| Stolpersteine pour Therese Levitus. | HIER WOHNTE THERESE LEVITUS née DREIFUSS JG. 1864 AUSGEBÜRGERT INFOLGE HEIRAT AUSGEWIESEN 1923 DEPORTIERT THERESIENSTADT ERMORDET 28.8.1942 | Marktgasse 45 | Therese Levitus née Dreifuss (1864-1942) épouse un marchand bohème et perd sa nationalité suisse. En 1893, la famille déménage de Zurich à Winterthour. La fille aînée y est rejointe par quatre autres enfants, dont Lina et Bertha. La famille a des problèmes financiers. En 1902, son mari Karl Levitus quitte la ville et s'installe plus tard aux États-Unis. Thérèse s'installe à Zurich en 1908 et tente de subvenir aux besoins de sa famille grâce à divers emplois. Après avoir purgé une peine de prison pour proxénétisme, Thérèse et son plus jeune enfant sont déportés en 1923. À partir de ce moment-là, elle vit à Prague. Plus tard, ses filles Bertha et Lina vivent également à nouveau avec elle. À l'été 1942, elle est déportée au camp de concentration de Theresienstadt, où elle est assassinée le 28 août,. |
| Stolpersteine pour Bertha Weidler.  | HIER WOHNTE BERTHA WEIDLER née LEVITUS JG. 1893 AUSGEWIESEN 1922 DEPORTIERT 1943 ERMORDET IN AUSCHWITZ                                      | Marktgasse 45 | Bertha Weidler née Levitus (1893-?) vit à partir de 1908 à Zurich dans des conditions précaires après le départ de son père. Elle est déportée en Bohême, patrie inconnue de son père, en 1915. En 1922, elle est à nouveau expulsée de Suisse pour prostitution. À partir de ce moment-là, elle vit à Prague. Une tentative de quitter la Bohême, annexée par l'Allemagne, pour Shanghai échoue. Elle est probablement déportée au camp de concentration d'Auschwitz-Birkenau à l'été 1943 et y meurt la même année ou plus tard. |

#### Zurich
Dans la ville de Zurich, seize Stolpersteine sont posées à douze adresses : sept le 27 novembre 2020 (deux sur la Clausiusstrasse, une sur la Gamperstrasse, trois sur la Stampfenbachstrasse et une sur la Schöntalstrasse), quatre le 21 juin 2021 (une sur la Langstrasse, la Plattenstrasse, la Rotwandstrasse et la Stapferstrasse) et cinq le 21 juin 2022 (une sur la St. Jakobsstrasse, la Jungstrasse et la Stockerstrasse, et deux sur la Zwinglistrasse).
| Image                                   | Inscription | Emplacement            | Personnalité |
| --------------------------------------- | --- | ---------------------- | --- |
| Stolpersteine pour Alain Beer.          | ALAIN BERR JG. 1942 GEBOREN IN NANCY VERHAFTET 28.2.1944 MIT SEINER MUTTER DEPORTIERT ERMORDET 1.2.1945 AUSCHWITZ                                                             | Clausiusstrasse 39     | Alain Berr (1942-1945),. |
| Stolperstein für Lea Berr               | HIER WOHNTE LEA BERR née BERNHEIM JG. 1915 1937 HEIRAT MIT FRANZOSEN AUSGEBÜRGERT UMZUG NACH FRANKREICH VERHAFTET 28.2.1944 ERMORDET 1.2.1945 AUSCHWITZ                       | Clausiusstrasse 39     | Léa Josefina Berr née Bernheim (1915-1945). |
| Stolperstein für Margot Sara Correns    | HIER WOHNTE MARGOT SARA CORRENS née SUSMAN JG. 1898 1922 HEIRAT IN THÜRINGEN VERHAFTET 24. MAI 1944 ZITADELLE PETERSBERG ERFURT ERMORDET 25. MAI 1944                         | Stockerstrasse 25      | Margot Correns née Susman (1898-1944) vit en Thuringe après son mariage en 1922. Elle est arrêtée le 24 mai 1944 et meurt le 25 mai dans la citadelle de Petersberg à Erfurt. |
| Stolperstein für Mina Koplewits-Epstein | HIER WOHNTE MINA EPSTEIN JG. 1912 1937 HEIRAT IN ANTWERPEN 1942 FLUCHTVERSUCH SCHWEIZ ZURÜCKGEWIESEN DEPORTIERT AUSCHWITZ TODESMARSCH JAN. 1945 ERMORDET                      | Zwinglistrasse 32      | Mina Koplewits née Epstein (1912-1945) vit à Anvers à partir de 1937. En 1942, elle et sa fille de cinq ans sont refoulées à la frontière suisse à Bâle, remises aux Allemands et emmenées à Auschwitz le 8 septembre 1942. Elle meurt en janvier 1945 lors des marches de la mort.. |
| Stolperstein für Fanny Koplewits        | FANNY KOPLEWITS-EPSTEIN JG. 1937 1942 DEPORTIERT AUSCHWITZ ERMORDET 1942 | Zwinglistrasse 32      | Fanny Koplewits-Epstein (1937-1942), fille de Mina Koplewits-Epstein, est assassinée après sa déportation à Auschwitz le 8 septembre 1942. |
| Stolperstein für Julie Emma Flöscher    | HIER WOHNTE JULIE EMMA FLÖSCHER JG. 1913 AB 1934 IN DEUTSCHLAND IN EINER HEILANSTALT ERMORDET 17.6.1940 GRAFENECK 'AKTION T4'                                                 | Stapferstrasse 21      | Julie Emma Flöscher (1913-1940) est une handicapée mentale depuis sa naissance. En 1934, en tant que citoyenne allemande, elle est transférée au sanatorium de Reichenau. Le 17 juin 1940, elle est gazée au centre de mise à mort de Grafeneck dans le cadre de l'opération T4. |
| Stolperstein für Walter Kölliker        | HIER WOHNTE WALTER KÖLLIKER JG. 1898 UMZUG 1923 DEUTSCHLAND IM WIDERSTAND VERHAFTET Nov. 1933 SCHUTZHAFT 11. 6. 1937 KZ SACHSENHAUSEN TOT 6.6.1938                            | Plattenstrasse 68      | Walter Kölliker (de) (1898-1938) vit à Jessen (Saxe-Anhalt) à partir de 1923 et y dirige une pépinière, qui fait faillite en 1930. Il travaille ensuite à Halle-sur-Saale comme journaliste pour des journaux communistes. Après la prise du pouvoir par les nationaux-socialistes en novembre 1933, il est arrêté et condamné à trois ans de prison. Le Département fédéral de justice et police refuse de renaturaliser Kölliker, devenu entre-temps apatride. De prison, Walter Kölliker est emmené directement au camp de concentration de Sachsenhausen, où il meurt le 6 juin 1938. |
| Stolpersteine pour Albert Mülli.        | HIER WOHNTE ALBERT MÜLLI JG. 1916 SP-MITGLIED VERHAFTET 1938 IN WIEN BESITZ VON KOMMUNIST. FLUGSCHRIFTEN ZUCHTHAUS STEIN A. D. DONAU DEPORTIERT 1942 DACHAU BEFREIT 29.4.1945 | Gamperstrasse 7        | Albert Mülli (de) (1916-1997),. |
| Stolpersteine pour Gino Pezzani.        | HIER WOHNTE GINO PEZZANI JG. 1911 UMZUG SÜDFRANKREICH VERHAFTET 3. MAI 1943 GESTAPO-GEFÄNGNIS FRESNE DEPORTIERT SACHSENHAUSEN VON EINEM TODESMARSCH GEFLOHEN                  | Jungstrasse 9          | Gino Pezzani (1911-2005) est arrêté en 1943 dans le sud de la France, où il vit comme artiste. À partir du 19 avril 1944, il est interné au camp de concentration de Sachsenhausen. Le 4 mai 1945, il parvient à s'échapper lors de la marche de la mort. Il vit ensuite à Zurich à partir de 1945 et à Schlieren à partir de 1976. Il meurt en 2005. |
| Stolperstein für Sara Sabine Pommer     | HIER WOHNTE SARA SABINE POMMER née POMERANZ JG. 1900 EINREISE ABGELEHNT 1941 VERHAFTET 29. 8. 1942 IN FRANKREICH DEPORTIERT/ERMORDET 1942 AUSCHWITZ                           | Rotwandstrasse 53      | Sara Sabine Pommer (1900-1942) s'installe avec sa famille à Zurich en 1903. En 1919, elle épouse le marchand de fourrures viennois Siegmund Pommer. Après l'Anschluss de l'Autriche, elle reçoit un visa en août 1938 pour préparer son émigration vers la Suisse. La famille s'installe ensuite à Limoges, en France. Un nouveau voyage à Zurich après l'occupation de la France en 1940 est refusé par les autorités suisses. Le 28 août 1942, ils sont déportés au camp de Nexon. Trois jours plus tard, ils sont transportés du camp de Drancy au camp de concentration d'Auschwitz et y sont immédiatement assassinés. Le visa délivré par les autorités suisses le 9 septembre, sous la pression de la famille, arrive trop tard. |
| Stolpersteine pour Frédéric Rothschild. | HIER WOHNTE ARMAND FRÉDÉRIC ROTHSCHILD JG. 1924 UMZUG 1934 NACH FRANKREICH VERHAFTET 15./16. JULI 1942 DEPORTIERT 20.7.1942 AUSCHWITZ ERMORDET 1942                           | Stampfenbachstrasse 75 | Frédéric Rothschild (1924-1942),. |
| Stolpersteine pour Jula Rothschild.     | HIER WOHNTE JULA ROTHSCHILD JG. 1922 UMZUG 1934 NACH FRANKREICH VERHAFTET 15./16. JULI 1942 DEPORTIERT 20.7.1942 AUSCHWITZ ERMORDET 1942                                      | Stampfenbachstrasse 75 | Jula Rothschild (1922-1942),. |
| Stolpersteine pour Sara Rothschild.     | HIER WOHNTE SARA 'SELMA' ROTHSCHILD née ABRAHAM JG. 1895 UMZUG 1934 NACH FRANKREICH VERHAFTET 15./16. JULI 1942 DEPORTIERT 20.7.1942 AUSCHWITZ ERMORDET 1942                  | Stampfenbachstrasse 75 | Selma Rothschild née Abraham (1895-1942),. |
| Stolpersteine pour Luise Salomons-Rom.  | HIER WOHNTE LUISE 'LULU' SALOMONS-ROM JG. 1907 LEBTE IN AMSTERDAM INTERNIERT 1943 WESTERBORG DEPORTIERT 1944 BERGEN-BELSEN BEFREIT                                            | St. Jakobsstrasse 53   | Luise Salomons-Rom née Rom (1907-?) épouse Abraham Salomons en 1929. En conséquence, elle perd sa nationalité suisse. Elle vit avec son mari à Amsterdam. Elle est internée à Westerbork et déportée à Bergen-Belsen. Fin avril 1945, elle est libérée du camp d'internement de Lindele près de Biberach an der Riß. |
| Stolpersteine pour Henrika Sigmann.     | HIER WOHNTE HENRIKA 'YETTLI' SIGMANN née WEINBERGER JG. 1899 VERHAFTET 1942 IN HOLLAND INTERNIERT 12. 1. 1943 WESTERBORK ERMORDET 21.1.1943 AUSCHWITZ                         | Langstrasse (de) 6     | Henrika Sigmann (1899-1943). |
| Stolpersteine pour Josef Traxl.         | HIER WOHNTE JOSEF TRAXL JG. 1900 1937 INTERNIERT UND 'AUSSCHAFFUNG' NACH ÖSTERREICH WEGEN HOMOSEXUALITÄT DEPORTIERT BUCHENWALD TOT 24.8.1941                                  | Schöntalstrasse 22     | Josef Alfons Traxl (de) (1900-1941). |